# 田中敦子 (アニメーター)
田中 敦子（たなか あつこ、1957年5月10日 - ）は、日本の女性アニメーター。日本アニメーター・演出協会（JAniCA）会員。

## 人物
日仏合作のアニメ映画『NEMO/ニモ』制作のために設立されたテレコム・アニメーションフィルムにシンエイ動画から1979年に原恵子とともに参加。友永和秀と共にスタジオジブリ作品の原画によく参加している。大塚康生からは「アニメを描くために生まれたアニメーター」と言われている。

## 参加作品

### テレビアニメ
1977年
- ルパン三世 (TV第2シリーズ)（原画）

1980年
- ルパン三世 (TV第2シリーズ)「死の翼アルバトロス」（原画）
- 日生ファミリースペシャル「二十四の瞳」(アニメーター)

1984年
- 名探偵ホームズ（原画）

1988年
- それいけ!アンパンマン（作画監督・原画）

1992年
- チエちゃん奮戦記 じゃりン子チエ（作画監督）

1998年
- ザ・ニュー・バットマン・アドベンチャーズ（演出）

2002年
- パタパタ飛行船の冒険（絵コンテ、原画）
- 花田少年史（演出）

2003年
- はじめの一歩 Champion Road（原画）

2008年
- 二十面相の娘（絵コンテ、原画）

2013年
- アイカツ!（原画）

2014年
- スペース☆ダンディ（原画）

2016年
- ルパン三世 PART IV（原画）

### 劇場アニメ
1979年
- ルパン三世 カリオストロの城（原画）

1981年
- じゃりン子チエ（原画）

1987年
- 柳川堀割物語（原画）
- ルパン三世 風魔一族の陰謀（原画）

1988年
- となりのトトロ（原画）※別名義

1989年
- NEMO/ニモ（原画）
- 魔女の宅急便　(原画)※別名義

1992年
- 紅の豚　(原画)※別名義　

1995年
- 耳をすませば（原画）

1997年
- もののけ姫（原画）

2001年
- 千と千尋の神隠し（原画）

2003年
- ドラえもん のび太とふしぎ風使い（原画）

2004年
- ハウルの動く城（原画）
- NITABOH 仁太坊-津軽三味線始祖外聞（作画監督）

2006年
- ゲド戦記（原画）
- 水グモもんもん（演出アニメーター）

2008年
- 崖の上のポニョ（原画）

2009年
- サマーウォーズ（原画）

2010年
- 借りぐらしのアリエッティ（原画）

2011年
- コクリコ坂から（原画）

2013年
- 風立ちぬ（原画）

2014年
- 思い出のマーニー（原画）

2015年
- バケモノの子（原画）

2016年
- 君の名は。（原画）

2017年
- メアリと魔女の花（原画）

2018年
- 未来のミライ（原画）

2021年
- 竜とそばかすの姫（原画）

2023年
- 君たちはどう生きるか（原画）

### OVA
- おざなりダンジョン 風の塔（1991年、原画）